# Gaetano Bresci
Gaetano Carlo Salvatore Bresci (Coiano di Prato, 10 de novembro de 1869 – Ilha de Santo Estêvão, 22 de maio de 1901) foi um anarquista italiano, tecelão de profissão, especializado em seda, que chegou a imigrar para os Estados Unidos. Retornando à Itália depois da execução de sua irmã, assassinou o monarca Humberto I da Itália. Pelo regicídio foi condenado a servidão perpétua e morto.
Antes do ataque de Bresci, Umberto I já tinha sobrevivido a dois ataques realizados por anarquistas: a tentativa de regicídio de Giovanni Passannante em 1878 e de Pietro Acciarito em 1897. Até os dias de hoje Gaetano Bresci é considerado um herói por muitos anarquistas e republicanos.

## Militância
Bresci nasceu na localidade de Coiano di Prato, na Toscana, filho de camponeses Gaspare Bresci (às vezes soletrado "Gaspar" ou "Gaspero") e Maddalena Godi, que morreram, respectivamente, em 1895 e em 1889. Sua família era simples, mas não desamparada; em 1900 seu irmão Angiolo se tornou tenente do Exército Real no corpo de artilheiros de Caserta; sua irmã por sua vez, se casou com um conhecido marceneiro de Castel San Pietro Terme.
Na juventude passou a trabalhar na indústria têxtil na sua cidade natal, especializando-se na tecelagem da seda. Durante as grandes greves operárias de 1890 e 1891 aproximou-se dos ideais anarquistas tornando-se um ativista libertário. Naquele período na Itália, diversos coletivos libertários passaram a organizar-se e viabilizar a sua oposição à opressão e exploração entre classes existente na sociedade do seu tempo através em atos, greves e protestos.
A reação do governo e da burguesia italiana frente ao avanço das organizações anarquistas e operárias veio em forma de repressão violenta, com diversos militantes presos e desaparecidos. Neste contexto de perseguição Gaetano decidiu emigrar da Itália para os Estados Unidos, estabelecendo-se como tecelão em Paterson, Nova Jérsei.
Em Paterson, localidade onde uma considerável colônia de emigrados italianos se estabelecera, Bresci começou a operar como tecelão, empregando-se num moinho de seda, abrindo também uma tecelagem. Obtendo alguma estabilidade financeira, Gaetano economizava dinheiro, semana após semana, com intenção de fornecê-lo à sua família que passava por dificuldades na Itália. Lá também deu continuidade ao ativismo libertário, sendo um dos fundadores do jornal La Questione Sociale (A Questão Social) publicado em língua italiana.
De acordo com Emma Goldman:
| “ | ...ele era um habilidoso alfaiate, considerado soberbo por seus clientes, um homem que trabalhava duro, mas seu salário se resumia em apenas quinze dólares semanais. Tinha uma mulher e uma criança para cuidar; e ainda assim ele fazia questão de doar semanalmente contribuições para o Jornal. Ele próprio juntou 150 dólares e emprestou ao grupo do periódico crítico La Questione Sociale. Nas noites de Domingo em que tinha folga ajudava no trabalho de escritório e na propaganda do jornal. Era amado e respeitado por sua devoção por todos os membros de seu grupo. | ” |

## O motivo: um crime de Estado

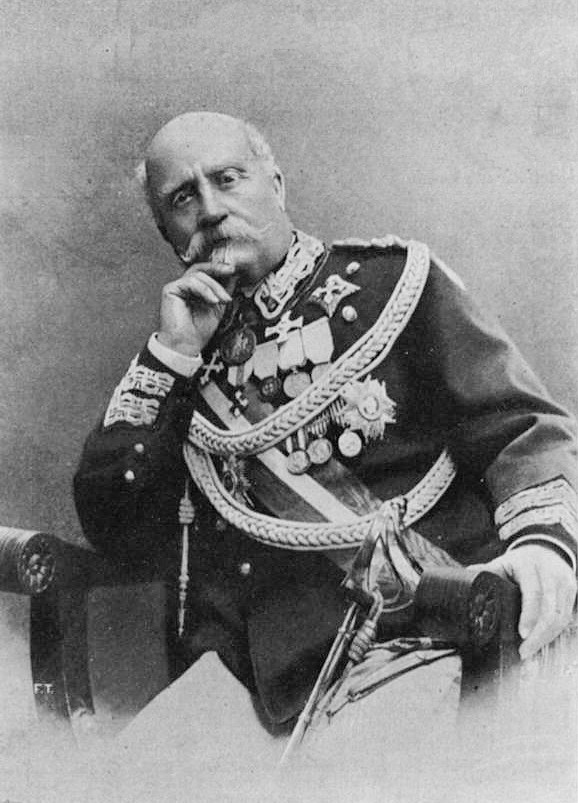
Bava Beccaris, o general que reprimiu a insurreição milanesa de 1898

Em 1898, mais de trinta anos depois da anexação da Lombardia ao Reino de Itália, a situação econômica tornou-se muito séria. Nesses trinta anos de emigração aproximadamente 519 mil lombardos emigraram para Milão. Lá o custo da farinha e do pão subira devido à demanda mas, indiferente a isto, a Casa de Saboia impôs pesadas taxas a estes produtos, levando muitos à fome e ao desespero. Nesse contexto, multidões insurgiram-se, pilhando moinhos, fornos e padarias.
Emma Goldman registra também:
| “ | Em Milão, uma multidão desarmada de manifestantes marchou até o palácio, onde foi cercada por uma força militar italiana sob o comando do general Fiorenzo Bava Beccaris. O povo ignorou a ordem de dispersar e, diante dessa recusa, o general deu sinal de abrir fogo para os mosqueteiros e canhões, resultando em um banho de sangue, um massacre dos manifestantes. Noventa pessoas morreram, entre elas estava a irmã de Bresci. | ” |

O número total de mortos no massacre de Milão nunca foi realmente identificado, mas provavelmente ultrapassou em muito uma centena, sendo o número de feridos muito superior. Entre as vítimas desse incidente encontravam-se também moradores de rua e desempregados que esperavam em uma fila para receber sopa dos frades locais.
Pelo cumprimento dos seus deveres e pela sua "corajosa defesa da casa real" Bava Beccaris seria condecorado pouco tempo depois pelo rei Humberto I da Itália. Diante da afronta e em memória aos mortos de Milão, especialmente da sua irmã Bresci enfureceu-se e estava determinado a assassinar o rei cujo governo se mostrava truculento e desumano com as classes populares já há décadas.

## O assassinato de Humberto I

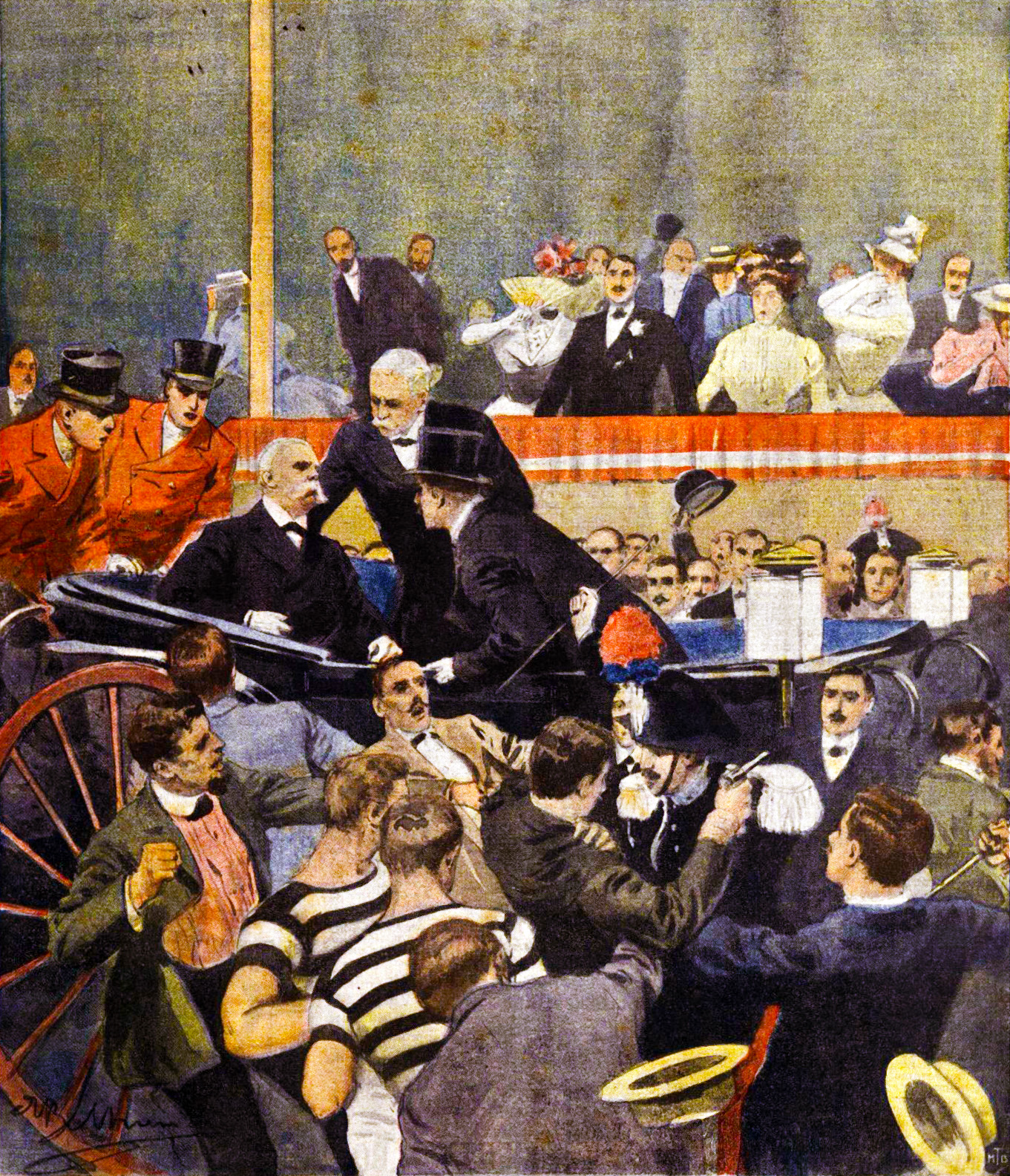
O assassinato de Humberto I por Gaetano Bresci

Diante das atrocidades de tamanho crime de estado Bresci viu-se na obrigação de agir. Assim que o jornal devolveu o empréstimo que havia feito, sem revelar qualquer motivo aos seus companheiros, viajou para a Itália de navio. 
Numa visita do rei Humberto I a Monza em 29 de julho de 1900, Gaetano Bresci disparou no seu peito três vezes consecutivas quando o monarca ainda estava sobre sua carruagem e no momento em que havia mandado que parassem para que pudesse ver a premiação desportiva dos atletas do Clube Fortes e Livres. Bresci não resistiu à prisão; deixou-se ser capturado pelo carabineiro Andrea Braggio. Este mesmo carabineiro salvou-o ao protegê-lo de uma tentativa de linchamento da furiosa multidão de presentes.
"Não matei Humberto. Eu matei o rei. Eu matei um princípio"— frase pronunciada por Bresci imediatamente após o assassinato, em resposta às acusações da multidão.

## Precedentes

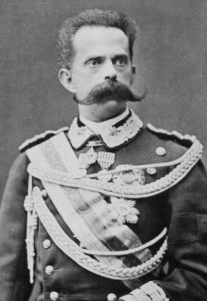
O rei Umberto I executado por Bresci

Antes da execução levada a cabo com êxito por Gaetano Bresci, Humberto I já havia sido alvo de duas outras tentativas de assassinato, ambas também orquestradas por anarquistas: vinte anos antes, no dia 18 de novembro de 1878, na cidade de Nápoles, o cozinheiro Giovanni Passannante tentara esfaqueá-lo durante uma parada militar. Humberto no entanto conseguiu desviar da faca do libertário enquanto este era duramente atacado pela guarda real. A outra tentativa havia acontecido menos de 3 anos antes da ação de Bresci. No 22 de abril de 1897, um jovem ferreiro chamado Pietro Acciarito também tentaria esfaquear Humberto igualmente sem lograr êxito.
Ambos acabariam loucos após sofrerem agruras terríveis trancafiados por anos em celas menores que suas estaturas e sem latrina abaixo do nível do mar.

## Captura e Julgamento

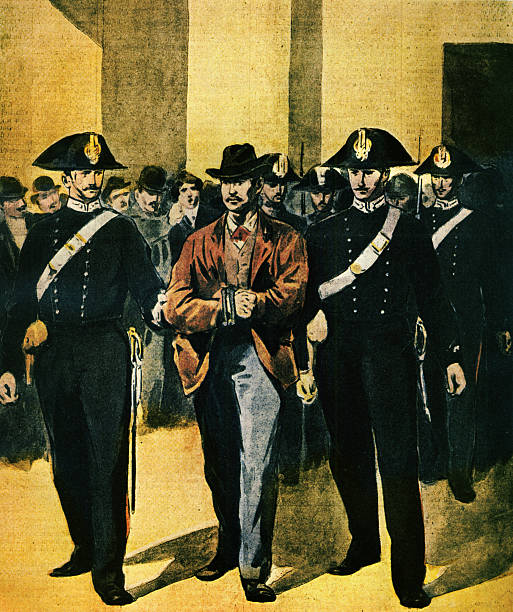
Gaetano Bresci durante seu julgamento

Levado a julgamento pelo regicídio, Bresci foi defendido pelo advogado anarquista Francesco Saverio Merlino após a recusa de Filippo Turati. Por seu crime foi sentenciado a prisão perpétua, em Milão em 29 de agosto de 1900, porque a pena de morte já tinha sido abolida em 1889. Tornou-se assim o primeiro regicida europeu a não ser condenado à pena de morte. 
Às 12h00 do dia 23 de janeiro de 1901, depois de ser trasladado por mar em um navio de guerra, Bresci foi trancafiado em seu destino final: uma cela de três por três metros, desprovida de qualquer mobília, especialmente construída para ele na prisão da Ilha de Santo Stefano, próxima a Ventotene, lugar para onde muitos outros anarquistas já haviam sido mandados por décadas. 
Em menos de um ano Gaetano Bresci foi encontrado morto na prisão. Apesar de ter sido oficialmente anunciado que Bresci teria cometido suicídio, é grande a possibilidade de que ele tenha sido executado por seus guardas.

## A reação
Todos os amigos e parentes de Bresci foram presos e acusados numa tentativa de demonstrar que Bresci não havia atuado individualmente, mas sim tomado parte em uma vasta conspiração anarquista internacional. A polícia de Paterson foi mobilizada para demonstrar a existência de tal conspiração, mas acabou não encontrando quaisquer evidências. Posteriormente apesar de nenhuma evidência apontar para a ação de outros anarquistas, estes sofreram ataques dos Conservadores, sendo que alguns trabalhadores foram presos no Jornal sem qualquer reação. Na Itália muitos anarquistas foram presos e condenados por apologia ao regicídio. De fato, em homenagem a Bresci foram devotadas festas e brindes, tanto na Itália como em Paterson.

## Legado
Bresci Thompson, importante artista plástico estadunidense de Chelsea, recebeu este nome em homenagem do seu pai a Gaetano Bresci, com quem trabalhou na cidade de Paterson, em um moinho de seda.